# Wajir
Wajir est une ville du nord-est du Kenya.
Au recensement de 1999, elle comptait 32 907 d'habitants.
La ville est située dans une zone aride sujette à la sécheresse. Au printemps 2006, il y eut une grave famine.

Vues de Wajir en 2020.
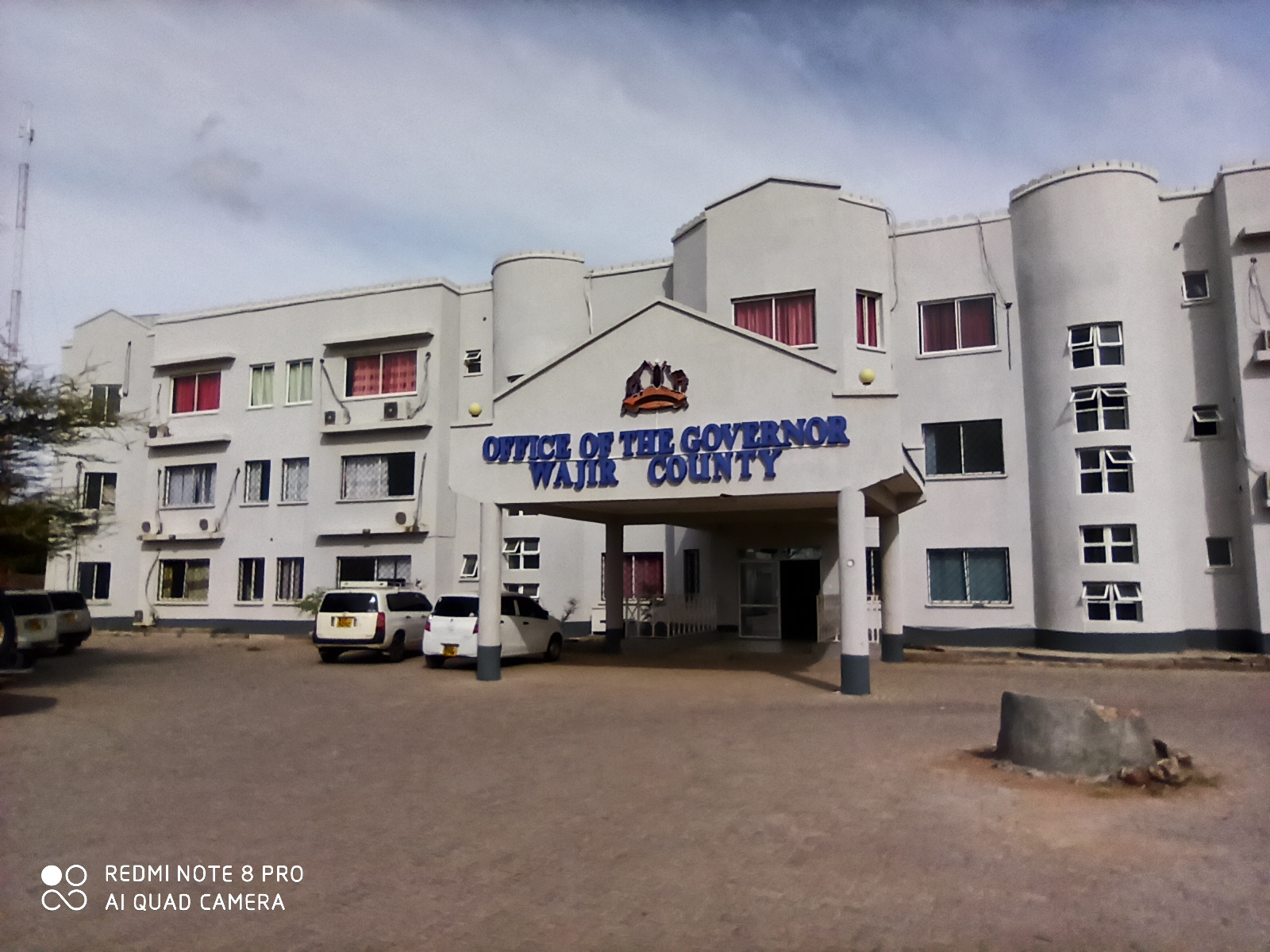
Siège du Gouverneur du comté.
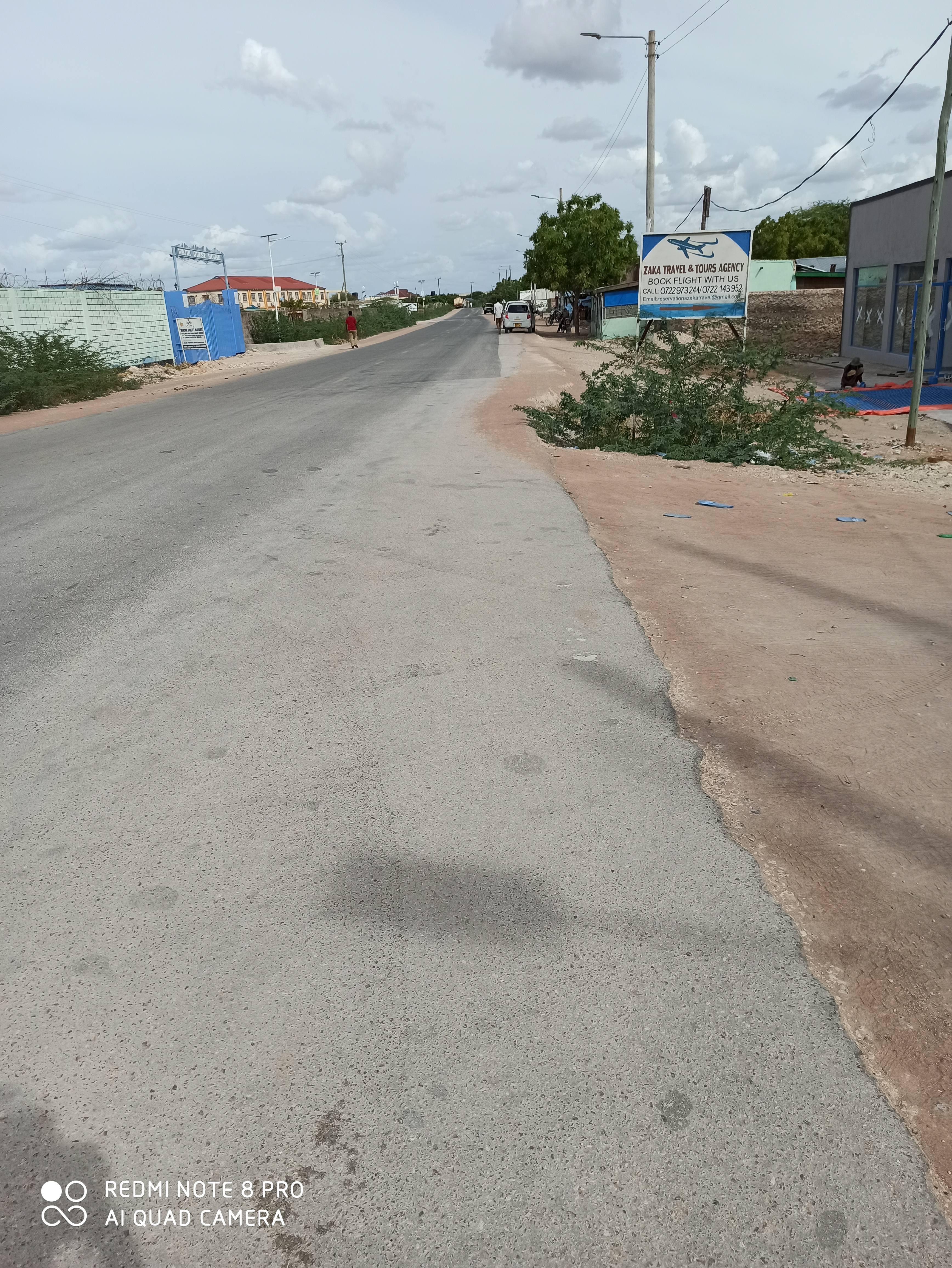
Axe routier.
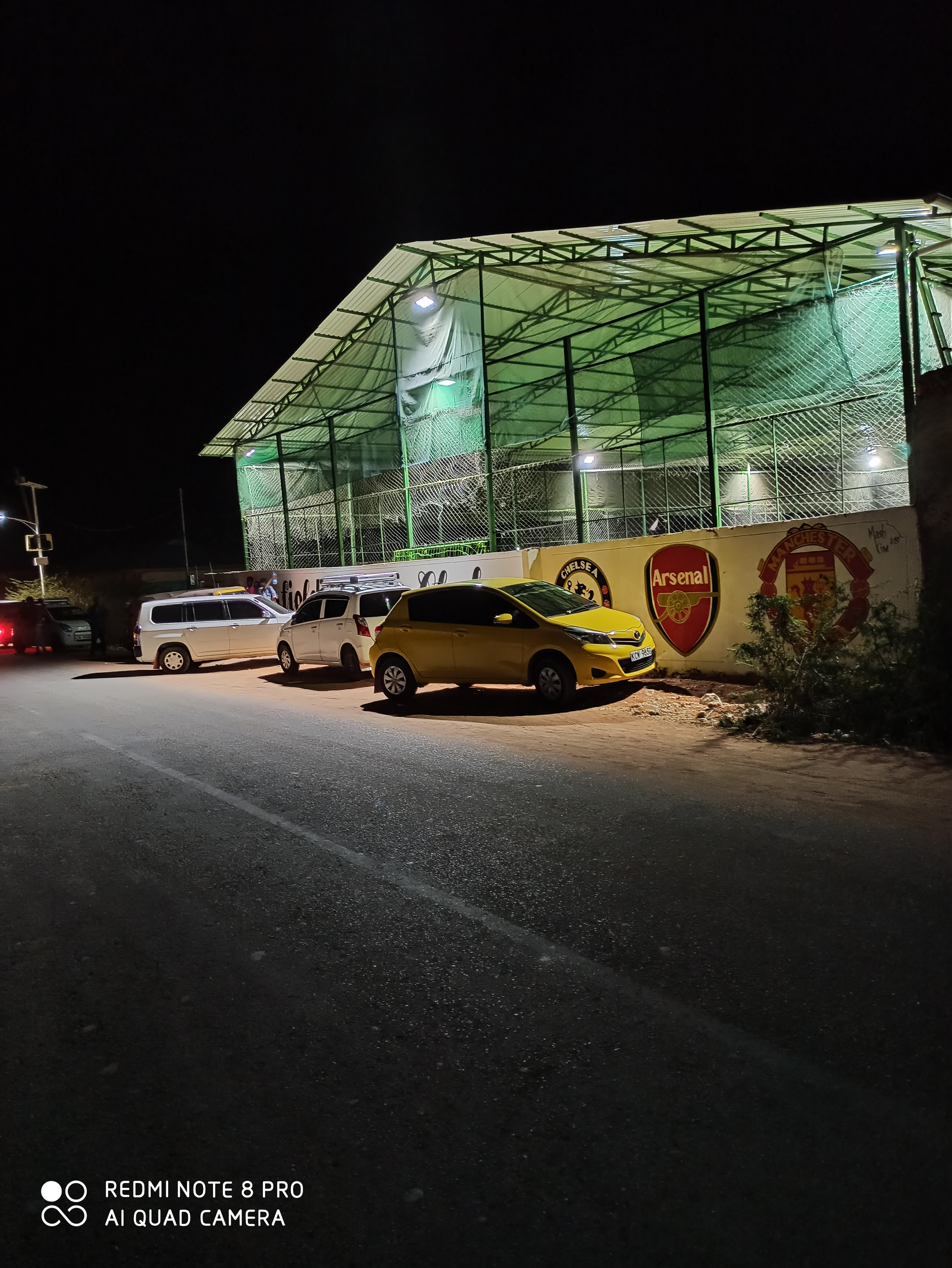
Salle de sport.
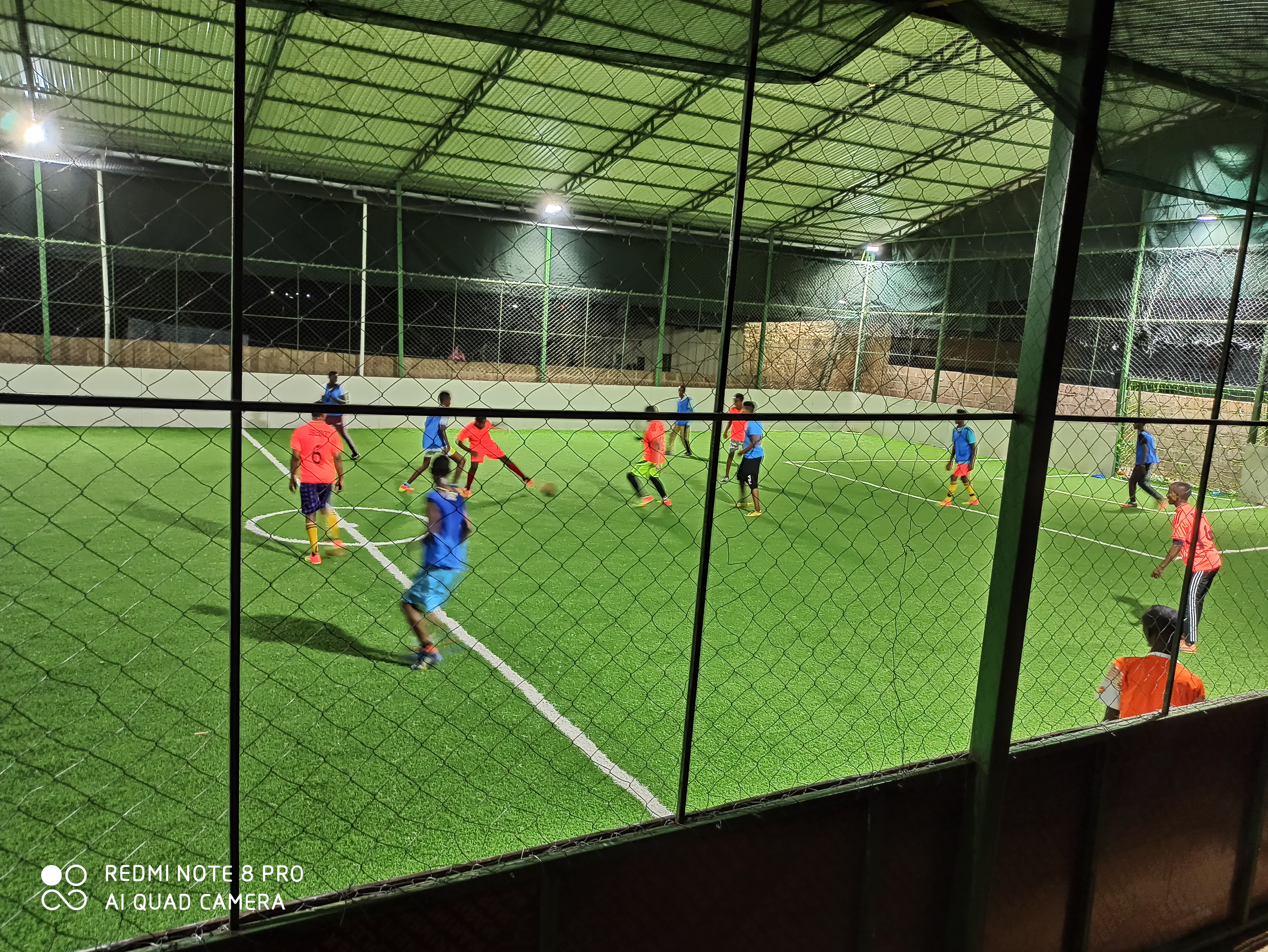
Match de football à 7.